# Crazy Nights World Tour
Crazy Nights World Tour bylo koncertní turné americké hardrockové skupiny Kiss na podporu alba Crazy Nights. Jednalo se o první turné od roku 1977, na kterém skupina hrála v Japonsku a právě tam skupina natočila záznam koncertu, který vyšel jako bonus třídiskového DVD boxu Kissology Volume 2: 1978–1991.

## Seznam písní
1. Love Gun
2. Cold Gin
3. Bang Bang You
4. Fits Like a Glove
5. Crazy Crazy Nights
6. No No No
7. Heaven's on Fire
8. War Machine
9. Reason to Live
10. Shout It Out Loud
11. I Love It Loud
12. Lick It Up
13. Rock and Roll All Nite

Přídavek:
1. Tears Are Falling
2. Detroit Rock City

## Turné v datech
| Datum              | Město                          | Stát            | Místo                                | Předkapela/ předskokan                                                           |
| Severní Amerika    | Severní Amerika                | Severní Amerika | Severní Amerika                      | Severní Amerika                                                                  |
| ------------------ | ------------------------------ | --------------- | ------------------------------------ | -------------------------------------------------------------------------------- |
| 13. listopadu 1987 | Jackson, Mississippi           | Spojené státy   | Mississippi Coliseum                 | White Lion                                                                       |
| 14. listopadu 1987 | Pensacola, Florida             | Spojené státy   | Pensacola Civic Center               | White Lion                                                                       |
| 15. listopadu 1987 | Memphis, Tennessee             | Spojené státy   | Mid-South Coliseum                   | White Lion                                                                       |
| 17. listopadu 1987 | Lake Charles, Louisiana        | Spojené státy   | Lake Charles Civic Center            | White Lion                                                                       |
| 18. listopadu 1987 | Corpus Christi, Texas          | Spojené státy   | Corpus Christi Memorial Coliseum     | White Lion                                                                       |
| 20. listopadu 1987 | Belton, Texas                  | Spojené státy   | Bell County Expo Center              | White Lion                                                                       |
| 21. listopadu 1987 | Lubbock, Texas                 | Spojené státy   | Lubbock Municipal Coliseum           | White Lion                                                                       |
| 22. listopadu 1987 | Valley Center, Kansas          | Spojené státy   | Britt Brown Arena                    | White Lion                                                                       |
| 24. listopadu 1987 | Tulsa, Oklahoma                | Spojené státy   | Expo Square Pavilion                 | White Lion                                                                       |
| 25. listopadu 1987 | Norman, Oklahoma               | Spojené státy   | Lloyd Noble Center                   | White Lion                                                                       |
| 26. listopadu 1987 | Topeka, Kansas                 | Spojené státy   | Landon Arena                         | White Lion                                                                       |
| 27. listopadu 1987 | Omaha, Nebraska                | Spojené státy   | Omaha Civic Auditorium               | White Lion                                                                       |
| 28. listopadu 1987 | Davenport, Iowa                | Spojené státy   | Palmer Auditorium                    | White Lion                                                                       |
| 1. prosince 1987   | Saint Paul, Minnesota          | Spojené státy   | St. Paul Civic Center                | White Lion                                                                       |
| 2. prosince 1987   | Rochester, Minnesota           | Spojené státy   | Mayo Civic Center                    | White Lion                                                                       |
| 4. prosince 1987   | Des Moines, Iowa               | Spojené státy   | Iowa Veterans Memorial Auditorium    | White Lion                                                                       |
| 6. prosince 1987   | Springfield, Illinois          | Spojené státy   | Prairie Capital Convention Center    | White Lion                                                                       |
| 7. prosince 1987   | Toledo, Ohio                   | Spojené státy   | Toledo Sports Arena                  | White Lion                                                                       |
| 9. prosince 1987   | Erie, Pensylvánie              | Spojené státy   | Erie Civic Center                    | Ted Nugent                                                                       |
| 10. prosince 1987  | Toronto, Ontario               | Kanada          | Maple Leaf Gardens                   | Ted Nugent                                                                       |
| 11. prosince 1987  | Glens Falls, New York          | Spojené státy   | Glens Falls Civic Center             | Ted Nugent                                                                       |
| 12. prosince 1987  | Providence, Rhode Island       | Spojené státy   | Providence Civic Center              | Ted Nugent                                                                       |
| 13. prosince 1987  | Portland, Maine                | Spojené státy   | Cumberland County Civic Center       | Ted Nugent                                                                       |
| 18. prosince 1987  | Filadelfie, Pensylvánie        | Spojené státy   | The Spectrum                         | Ted Nugent                                                                       |
| 19. prosince 1987  | New Haven, Connecticut         | Spojené státy   | New Haven Coliseum                   | Ted Nugent                                                                       |
| 20. prosince 1987  | East Rutherford, New Jersey    | Spojené státy   | Brendan Byrne Arena                  | Ted Nugent                                                                       |
| 26. prosince 1987  | Fort Wayne, Indiana            | Spojené státy   | Allen County War Memorial Coliseum   | Ted Nugent                                                                       |
| 27. prosince 1987  | Indianapolis, Indiana          | Spojené státy   | Market Square Arena                  | Ted Nugent                                                                       |
| 29. prosince 1987  | Louisville, Kentucky           | Spojené státy   | Freedom Hall                         | Ted Nugent                                                                       |
| 30. prosince 1987  | Evansville, Indiana            | Spojené státy   | Roberts Municipal Stadium            | Ted Nugent                                                                       |
| 31. prosince 1987  | Trotwood, Ohio                 | Spojené státy   | Hara Arena                           | Chastain                                                                         |
| 1. ledna 1988      | Johnson City, Tennessee        | Spojené státy   | Freedom Hall Civic Center            | Ted Nugent                                                                       |
| 2. ledna 1988      | Knoxville, Tennessee           | Spojené státy   | Knoxville Civic Coliseum             | Ted Nugent                                                                       |
| 5. ledna 1988      | Marquette, Michigan            | Spojené státy   | Lakeview Arena                       | Ted Nugent                                                                       |
| 6. ledna 1988      | Green Bay, Wisconsin           | Spojené státy   | Brown County Veterans Memorial Arena | Ted Nugent                                                                       |
| 7. ledna 1988      | Milwaukee, Wisconsin           | Spojené státy   | Mecca Arena                          | Ted Nugent                                                                       |
| 8. ledna 1988      | Chicago, Illinois              | Spojené státy   | UIC Pavilion                         | Ted Nugent                                                                       |
| 9. ledna 1988      | St. Louis, Missouri            | Spojené státy   | Kiel Auditorium                      | Ted Nugent                                                                       |
| 11. ledna 1988     | Muskegon, Michigan             | Spojené státy   | L. C. Walker Arena                   | Ted Nugent                                                                       |
| 12. ledna 1988     | Saginaw, Michigan              | Spojené státy   | Saginaw Civic Center                 | Ted Nugent                                                                       |
| 13. ledna 1988     | Columbus, Ohio                 | Spojené státy   | Battelle Hall                        | Ted Nugent                                                                       |
| 15. ledna 1988     | Richfield, Ohio                | Spojené státy   | Richfield Coliseum                   | Ted Nugent                                                                       |
| 16. ledna 1988     | Pittsburgh, Pensylvánie        | Spojené státy   | Pittsburgh Civic Arena               | Ted Nugent                                                                       |
| 17. ledna 1988     | Detroit, Michigan              | Spojené státy   | Cobo Arena                           | Helix                                                                            |
| 18. ledna 1988     | Huntington, Západní Virginie   | Spojené státy   | Huntington Civic Center              | Ted Nugent                                                                       |
| 20. ledna 1988     | Norfolk, Virginie              | Spojené státy   | Norfolk Scope                        | Ted Nugent                                                                       |
| 22. ledna 1988     | Utica, New York                | Spojené státy   | Utica Memorial Auditorium            | Ted Nugent                                                                       |
| 23. ledna 1988     | Johnstown, Pensylvánie         | Spojené státy   | Cambria County War Memorial Arena    | Ted Nugent                                                                       |
| 24. ledna 1988     | Buffalo, New York              | Spojené státy   | Buffalo Memorial Auditorium          | Ted Nugent                                                                       |
| 26. ledna 1988     | Poughkeepsie, New York         | Spojené státy   | Mid-Hudson Civic Center              | Ted Nugent                                                                       |
| 27. ledna 1988     | Worcester, Massachusetts       | Spojené státy   | The Centrum                          | Ted Nugent                                                                       |
| 28. ledna 1988     | Springfield, Massachusetts     | Spojené státy   | Springfield Civic Center             | Ted Nugent                                                                       |
| 29. ledna 1988     | Uniondale, New York            | Spojené státy   | Nassau Veterans Memorial Coliseum    | Ted Nugent                                                                       |
| 30. ledna 1988     | Rochester, New York            | Spojené státy   | Rochester Community War Memorial     | Ted Nugent                                                                       |
| 1. února 1988      | Landover, Maryland             | Spojené státy   | Capital Centre                       | Ted Nugent                                                                       |
| 3. února 1988      | Greenville, Jižní Karolína     | Spojené státy   | Greenville Memorial Auditorium       | Ted Nugent                                                                       |
| 4. února 1988      | Savannah, Georgie              | Spojené státy   | Savannah Civic Center                | Ted Nugent                                                                       |
| 5. února 1988      | Greensboro, Severní Karolína   | Spojené státy   | Greensboro Coliseum                  | Ted Nugent                                                                       |
| 6. února 1988      | Fayetteville, Severní Karolína | Spojené státy   | Cumberland County Memorial Arena     | Ted Nugent                                                                       |
| 7. února 1988      | Charlotte, Severní Karolína    | Spojené státy   | Charlotte Coliseum                   | Ted Nugent                                                                       |
| 9. února 1988      | Nashville, Tennessee           | Spojené státy   | Nashville Municipal Auditorium       | Ted Nugent                                                                       |
| 10. února 1988     | Atlanta, Georgie               | Spojené státy   | The Omni Coliseum                    | Ted Nugent                                                                       |
| 12. února 1988     | Pembroke Pines, Florida        | Spojené státy   | Hollywood Sportatorium               | Ted Nugent                                                                       |
| 13. února 1988     | St. Petersburg, Florida        | Spojené státy   | Bayfront Center                      | Ted Nugent                                                                       |
| 14. února 1988     | Jacksonville, Florida          | Spojené státy   | Jacksonville Memorial Coliseum       | Ted Nugent                                                                       |
| 15. února 1988     | Columbus, Georgie              | Spojené státy   | Columbus Municipal Auditorium        | Ted Nugent                                                                       |
| 16. února 1988     | Columbia, Jižní Karolína       | Spojené státy   | Carolina Coliseum                    | Ted Nugent                                                                       |
| 18. února 1988     | Terre Haute, Indiana           | Spojené státy   | Hulman Center                        | Ted Nugent                                                                       |
| 19. února 1988     | Dubuque, Iowa                  | Spojené státy   | Five Flags Center                    | Ted Nugent                                                                       |
| 20. února 1988     | Kansas City, Missouri          | Spojené státy   | Kemper Arena                         | Ted Nugent                                                                       |
| 21. února 1988     | Little Rock, Arkansas          | Spojené státy   | Barton Coliseum                      | Ted Nugent                                                                       |
| 23. února 1988     | New Orleans, Louisiana         | Spojené státy   | Lakefront Arena                      | Ted Nugent                                                                       |
| 24. února 1988     | Houston, Texas                 | Spojené státy   | The Summit                           | Ted Nugent                                                                       |
| 25. února 1988     | San Antonio, Texas             | Spojené státy   | HemisFair Arena                      | Ted Nugent                                                                       |
| 26. února 1988     | Austin, Texas                  | Spojené státy   | Frank Erwin Center                   | Ted Nugent                                                                       |
| 27. února 1988     | Fort Worth, Texas              | Spojené státy   | Tarrant County Convention Center     | Ted Nugent                                                                       |
| 1. března 1988     | Madison, Wisconsin             | Spojené státy   | Dane County Expo Coliseum            | Anthrax                                                                          |
| 2. března 1988     | Merrillville, Indiana          | Spojené státy   | Star Plaza Theatre                   | Anthrax                                                                          |
| 3. března 1988     | Peoria, Illinois               | Spojené státy   | Peoria Civic Center                  | Anthrax                                                                          |
| 5. března 1988     | Winnipeg, Manitoba             | Kanada          | Winnipeg Arena                       | Anthrax                                                                          |
| 8. března 1988     | Edmonton, Alberta              | Kanada          | Northlands Coliseum                  | Anthrax                                                                          |
| 9. března 1988     | Calgary, Alberta               | Kanada          | Olympic Saddledome                   | Anthrax                                                                          |
| 11. března 1988    | Vancouver, Britská Kolumbie    | Kanada          | Pacific Coliseum                     | Anthrax                                                                          |
| 13. března 1988    | Medford, Oregon                | Spojené státy   | Jackson County Expo Hall             | Anthrax                                                                          |
| 14. března 1988    | Portland, Oregon               | Spojené státy   | Portland Memorial Coliseum           | Anthrax                                                                          |
| 15. března 1988    | Spokane, Washington            | Spojené státy   | Spokane Coliseum                     | Anthrax                                                                          |
| 17. března 1988    | Seattle, Washington            | Spojené státy   | Seattle Center Coliseum              | Anthrax                                                                          |
| 19. března 1988    | Rapid City, Jižní Dakota       | Spojené státy   | Rushmore Plaza Civic Center          | Anthrax                                                                          |
| 20. března 1988    | Casper, Wyoming                | Spojené státy   | Casper Events Center                 | Anthrax                                                                          |
| 21. března 1988    | Salt Lake City, Utah           | Spojené státy   | Salt Palace                          | Anthrax                                                                          |
| 23. března 1988    | Denver, Colorado               | Spojené státy   | McNichols Sports Arena               | Anthrax                                                                          |
| 25. března 1988    | Chandler, Arizona              | Spojené státy   | Compton Terrace                      | Anthrax                                                                          |
| 26. března 1988    | Costa Mesa, Kalifornie         | Spojené státy   | Pacific Amphitheatre                 | Anthrax                                                                          |
| 28. března 1988    | Sacramento, Kalifornie         | Spojené státy   | ARCO Arena                           | Anthrax                                                                          |
| 30. března 1988    | San Francisco, Kalifornie      | Spojené státy   | Bill Graham Civic Auditorium         | Anthrax                                                                          |
| 1. dubna 1988      | San Diego, Kalifornie          | Spojené státy   | San Diego Sports Arena               | Anthrax                                                                          |
| 2. dubna 1988      | Las Vegas, Nevada              | Spojené státy   | Thomas & Mack Center                 | Anthrax                                                                          |
| Japonsko           |                                |                 |                                      |                                                                                  |
| 16. dubna 1988     | Nagoja                         | Japonsko        | Nagoya Civic Assembly Hall           | -                                                                                |
| 18. dubna 1988     | Ósaka                          | Japonsko        | Osaka Festival Hall                  | -                                                                                |
| 21. dubna 1988     | Tokio                          | Japonsko        | Nippon Budókan                       | -                                                                                |
| 22. dubna 1988     | Tokio                          | Japonsko        | Nippon Budókan                       | -                                                                                |
| 24. dubna 1988     | Tokio                          | Japonsko        | Yoyogi National Gymnasium            | -                                                                                |
| Severní Amerika    |                                |                 |                                      |                                                                                  |
| 4. července 1988   | Swanzey, New Hampshire         | Spojené státy   | Cheshire Fairgrounds                 | Dirty Looks, Balaam and the Angel, Mantis                                        |
| 12. července 1988  | New York, New York             | Spojené státy   | The Ritz                             | Dirty Looks                                                                      |
| 13. července 1988  | New York, New York             | Spojené státy   | The Ritz                             | Dirty Looks                                                                      |
| Evropa             |                                |                 |                                      |                                                                                  |
| 16. srpna 1988     | Londýn                         | Anglie          | Marquee Club                         | -                                                                                |
| 20. srpna 1988     | Donington                      | Anglie          | Donington Park                       | Iron Maiden (hl. hvězda), David Lee Roth, Megadeth, Helloween, Guns N' Roses     |
| 27. srpna 1988     | Schweinfurt                    | Německo         | Mainweisen                           | Iron Maiden (hl. hvězda), David Lee Roth, Great White, Anthrax, Testament, Treat |
| 28. srpna 1988     | Bochum                         | Německo         | Ruhrstadion                          | Iron Maiden (hl. hvězda), David Lee Roth, Great White, Anthrax, Testament        |
| 30. srpna 1988     | Reykjavík                      | Island          | Reiðhöllin                           | Foringjamir                                                                      |
| 2. září 1988       | Budapešť                       | Maďarsko        | Kisstadion                           | Edda                                                                             |
| 4. září 1988       | Tilburg                        | Nizozemsko      | Willem II Stadion                    | Iron Maiden (hl. hvězda), David Lee Roth, Great White, Anthrax, Helloween        |
| 10. září 1988      | Modena                         | Itálie          | Festa de l'Unità                     | Iron Maiden (hl. hvězda), Anthrax, Helloween, Kings of the Sun, Royal Air Force  |
| 13. září 1988      | Paříž                          | Francie         | Zénith de Paris                      | Kings of the Sun                                                                 |
| 15. září 1988      | Kodaň                          | Dánsko          | K.B. Hallen                          | Kings of the Sun                                                                 |
| 16. září 1988      | Göteborg                       | Švédsko         | Frölundaborg                         | Kings of the Sun                                                                 |
| 17. září 1988      | Stockholm                      | Švédsko         | Johanneshovs Isstadion               | Kings of the Sun                                                                 |
| 19. září 1988      | Helsinky                       | Finsko          | Helsinki Ice Hall                    | Kings of the Sun                                                                 |
| 21. září 1988      | Lillestrøm                     | Norsko          | Skedsmohallen                        | Kings of the Sun                                                                 |
| 24. září 1988      | Londýn                         | Anglie          | Wembley Arena                        | Kings of the Sun                                                                 |
| 25. září 1988      | Londýn                         | Anglie          | Wembley Arena                        | Kings of the Sun                                                                 |
| 26. září 1988      | Birmingham                     | Anglie          | NEC Arena                            | Kings of the Sun                                                                 |
| 27. září 1988      | Birmingham                     | Anglie          | NEC Arena                            | Kings of the Sun                                                                 |
| 28. září 1988      | Bradford                       | Anglie          | St. George's Hall                    | Kings of the Sun                                                                 |
| 29. září 1988      | Newcastle upon Tyne            | Anglie          | Newcastle City Hall                  | Kings of the Sun                                                                 |
| 1. října 1988      | Edinburgh                      | Skotsko         | Edinburgh Playhouse                  | Kings of the Sun                                                                 |
| 2. října 1988      | Edinburgh                      | Skotsko         | Edinburgh Playhouse                  | Kings of the Sun                                                                 |
| 4. října 1988      | Belfast                        | Severní Irsko   | King's Hall                          | Kings of the Sun                                                                 |

## Sestava
- Paul Stanley - rytmická kytara, zpěv
- Gene Simmons - basová kytara, zpěv
- Bruce Kulick - sólová kytara, zpěv
- Eric Carr - bicí, zpěv